# Kunstverlag Alwin Keil
Der Kunstverlag Alwin Keil war ein deutsches Unternehmen zum Vertrieb von Buchdruckereiartikeln, insbesondere Ansichtspostkarten aus eigener Herstellung.

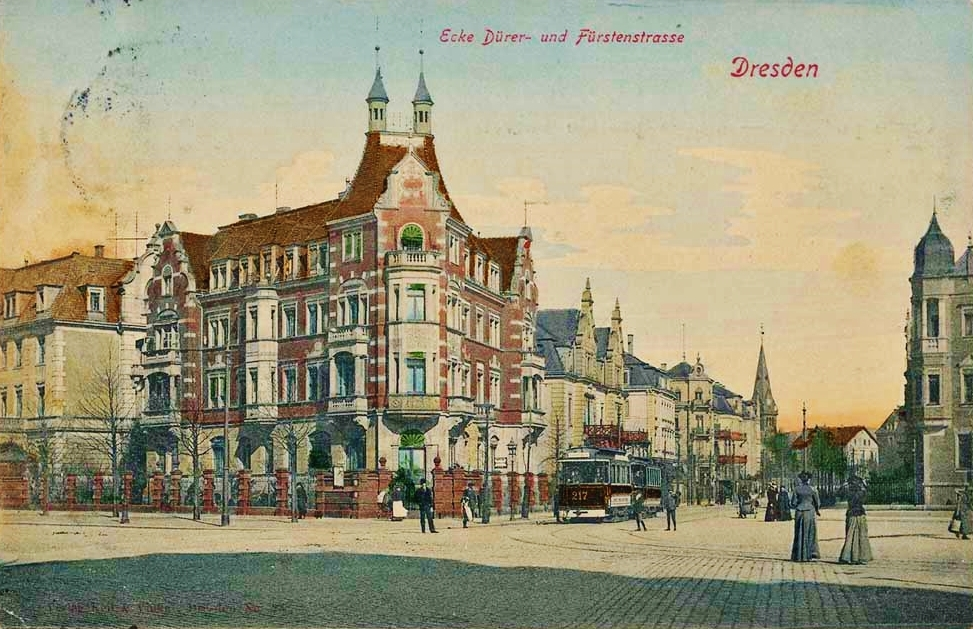
Straßenansicht von Dresden, um 1912

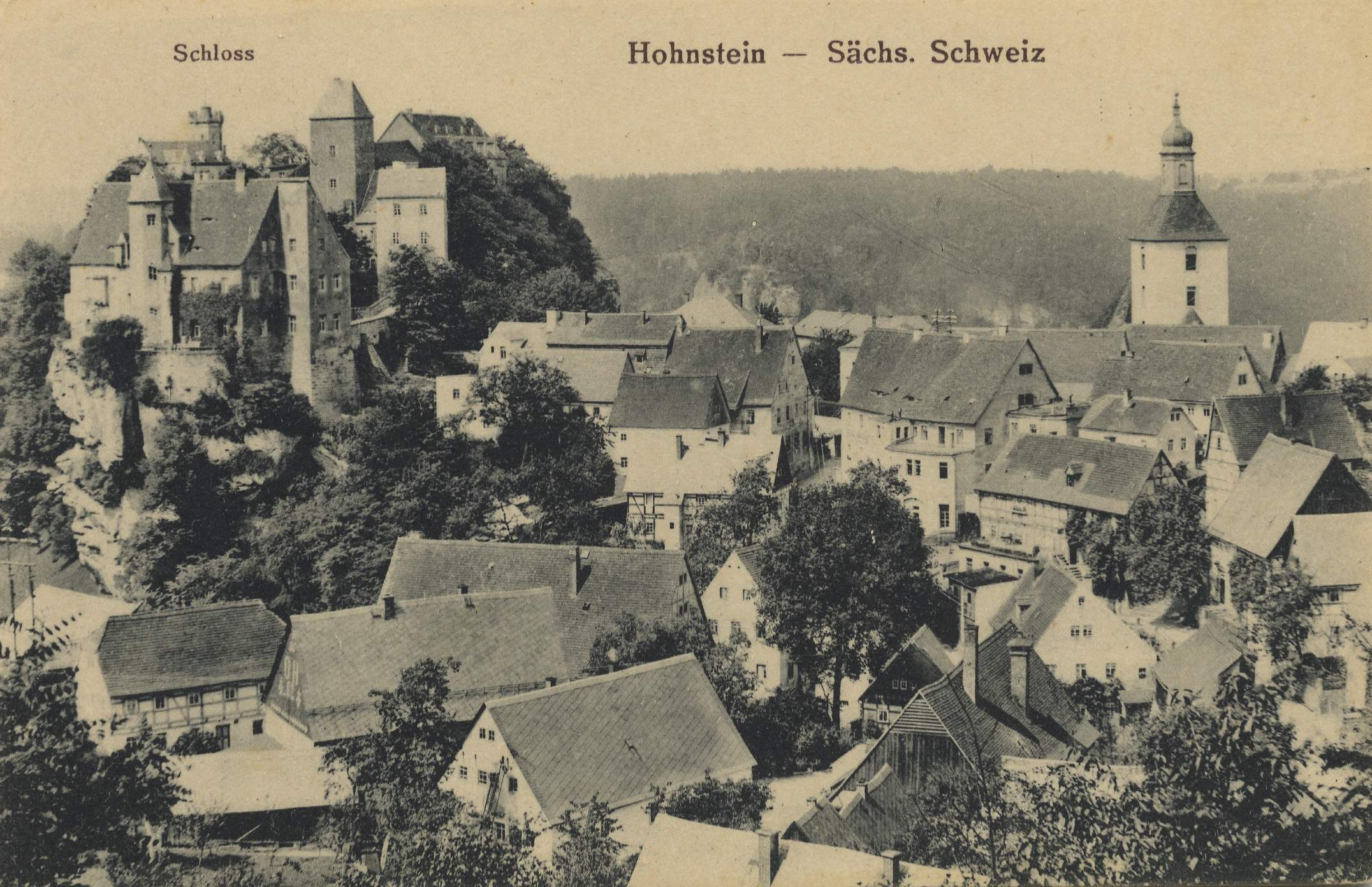
Hohnstein auf einer Karte des Kunstverlags Alwin Keil, um 1925

## Geschichte
Die Firmengeschichte ist bislang wenig erforscht. Der Gründer und Besitzer der Firma war der Kaufmann Alwin Keil, der auch zahlreiche Fotografien für den Vertrieb als Ansichtspostkarten anfertigte. Um 1910 tritt sein Verlag erstmals in Erscheinung. Der nach ihm benannte Kunstverlag hatte zunächst seinen Sitz in Dresden-Altstadt Gerichtsstraße 23 und zog später in die Serrestraße 9 um. Nach Ende des Zweiten Weltkrieges kam der Verlag zum Erliegen.
Die vom Verlag herausgegebenen Bildpostkarten zeigen hauptsächlich Motive aus Dresden und Umgebung sowie der Sächsischen Schweiz und dem Osterzgebirge.